# 黄州路
黄州路，元朝时设置的路。
至元十四年（1277年）升黄州置，治所在黄冈县（今湖北省黄冈市）。属河南江北行省。辖境约当今湖北省长江以北，滠水流域以东，巴水以西地区。至正二十四年（1364年），朱元璋改为府。元末为徐寿辉红巾军根据地。